# Mareks Ārents
Mareks Ārents (6 de agosto de 1986) es un deportista de Letonia que compite en atletismo. Ganó una medalla de oro en el Campeonato Europeo de Atletismo por Equipos de 2019, en la prueba de salto con pértiga.